# Zniknięcie
Zniknięcie (niderl. Spoorloos) – holenderski dreszczowiec z 1988 roku w reżyserii George’a Sluizera, zrealizowany na podstawie noweli Het gouden ei Tima Krabbé. Zdjęcia kręcono w Amsterdamie oraz w Nîmes.
W 1993 roku powstał amerykański remake Zaginiona bez śladu, również w reżyserii Sluizera.

## Fabuła
Młoda para – Rex i Saskia, spędza wakacje we Francji. Podczas jazdy Saskia ma powtarzający się sen, w którym jest uwięziona w złotym jaju dryfującym po przestrzeni. W ostatnim śnie jednak pojawiło się inne jajo z osobą w środku. Czuje, że zderzenie dwóch jaj oznaczałoby koniec czegoś. W ich samochodzie kończy się benzyna i zatrzymują się w MOPie, gdzie mężczyzna w innym samochodzie przywdziewa temblak i fałszywy ortopedyczny gips. Rex obiecuje, że nigdy nie porzuci Saskii i zakopują dwie monety u podstawy drzewa jako symbol ich romansu. Saskia wchodzi na stację benzynową po napoje, lecz nie wraca. Rex gorączkowo jej szuka.
Jakiś czas wcześniej mężczyzna z fałszywym gipsem – Raymond, francuski nauczyciel chemii kupuje odizolowany dom, eksperymentuje z chloroformem i sprawdza swój samochód. Wyjeżdża poza miasto do MOPu, gdzie jego wzrok skupia się na Saskii. Trzy lata po zniknięciu Saskii Rex nadal jej szuka. Otrzymuje kilka pocztówek zapraszających go na spotkanie z porywaczem w kawiarni w Nîmes, ale porywacz nigdy nie przychodzi. Rex nie wie, ze kawiarnia znajduje się naprzeciw mieszkania Raymonda. Nowa dziewczyna Rexa, Lieneke, niechętnie pomaga mu w poszukiwaniach Saskii. Pewnego dnia Rex ma sen podobny do Saskii, w którym zostaje uwięziony w złotym jaju. Rex wygłasza w telewizji publiczny apel, mówiąc, że chce jedynie poznać prawdę o tym, co przydarzyło się Saskii.
Lieneke, nie mogąc znieść obsesji Rexa, opuszcza go. Wkrótce Raymond konfrontuje się z Rexem i przyznaje się do porwania Saskii. Mówi, że wyjawi, co się z nią stało, jeśli Rex pojedzie z nim. Podczas jazdy Raymond mówi mu, że jako nastolatek zdał sobie sprawę, że jest socjopatą. Później spędzając wakacje z żoną i córkami Raymond uratowł dziewczynkę przed utonięciem, czym wzbudził dumę u starszej córki. Uznał, że jej podziw jest nic nie wart, dopóki nie udowodni, że jest zdolny do najgorszej zbrodni. Postanowił więc porwać kobietę i ćwiczył metody zwabiania kobiet do swojego samochodu pod pozorem kierowcy potrzebującego pomocy. Kiedy początkowe próby uprowadzenia kończyły się niepowodzeniem, wręczony na urodziny album podsunął mu pomysł, by udawać rannego .
Raymond opowiada, jak udał się do MOPu, tego samego, co Saskia i Rex. Planował porwać inną kobietę, ale uniemożliwiły to nieprzewidziane okoliczności. Wówczas zmienił koncepcję planu i udając podróżnego sprzedawcę, zwabił Saskię do samochodu i uśpił ją chloroformem. W tym samym miejscu Raymond oferuje Rexowi kawę ze środkiem nasennym. Mówi mu, że jedynym sposobem, aby dowiedzieć się, co stało się z Saskią, jest przeżycie tego samego na własnej skórze. Rex, czując, że poznał los Saskii, początkowo odrzuca propozycję. Uświadomiony przez Raymonda, że nigdy nie będzie miał całkowitej pewności, Rex wypija kawę. Niedługo Rex budzi się w skrzyni pogrzebany żywcem. W słoneczny dzień Raymond odpoczywa w swoim wiejskim domu, w otoczeniu żony i córek. Gazeta leżąca w jego samochodzie zawiera nagłówek o podwójnym zniknięciu Saskii i Rexa.

## Obsada
Źródło: British Film Institute
- Bernard-Pierre Donnadieu jako Raymond Lemorne
- Gene Bervoets(inne języki) jako Rex Hofman
- Johanna ter Steege(inne języki) jako Saskia Wagter
- Gwen Eckhaus jako Lieneke
- Bernadette Le Saché jako Simone Lemorne
- Tania Latarjet jako Denise Lemorne
- Lucille Glenn jako Gabrielle Lemorne

## Odbiór
Zniknięcie już w momencie premiery zyskało międzynarodowe uznanie. Film został wydany w Stanach Zjednoczonych w 1991 roku i znalazł się na liście najlepszych filmów zagranicznych 1991 roku sporządzonej przez National Board of Review. Desson Howe z „The Washington Post” pochwalił unikanie w filmie stereotypów, zauważając, że jest on „odświeżająco wolny od manipulacyjnych scen z bieżącą wodą do kąpieli, sztućcami o postrzępionych krawędziach i króliczkami w rondlu”. Roger Ebert wyraził podobną aprobatę w „Chicago Sun Times”, stwierdzając: „Jedną z najbardziej intrygujących rzeczy w Zniknięciu jest niezwykła struktura filmu, która buduje napięcie, nawet jeśli wydaje się, że mówi nam prawie wszystko, co chcemy wiedzieć”. Stanley Kubrick uznał Zniknięcie za najbardziej przerażający film, jaki widział, toteż poprosił Sluizera, aby razem obejrzeli film i przeanalizowali go scena po scenie.
Producenci George Sluizer i Anne Lordon otrzymali Złotego Cielca dla najlepszego filmu fabularnego na Holenderskim Festiwalu Filmowym w 1988 roku. Johanna ter Steege zdobyła Europejską Nagrodę Filmową dla najlepszej aktorki drugoplanowej w 1988 roku.